# Paradise Garage
Paradise Garage（パラダイスガレージ）は、旧岐阜エフエム放送で放送されていた音楽番組。
放送時間は月曜日～木曜日の16:00 - 18:55。JR岐阜駅内アクティブG3階メディアステーション開設に合わせスタートし、2006年12月までは同所からの生放送であったが（休館日は大垣本社）、2007年放送分より本社からの生放送に変更となっている。
2007年3月29日終了。

## DJ
- 月曜・火曜 Maki
- 水曜・木曜 古坂大魔王（ノーボトム）
  - 2005年1月から2006年3月まで岐阜FM主催のDJコンテストで優勝した米山さおり（通称：よねこ）が、研修として水木のアシスタントを担当した。2006年1月4日は番組のほぼ全部を1人で担当した。

## パーソナリティの移り変わり
- 2001年7月 - 2004年3月：篠崎友華里（月 - 木）
- 2004年4月 - 2004年9月7日：（月・火）松丘慎吾・（水・木）古坂大魔王
  - 松丘は当時「坂道コロンブス」というお笑いユニットを組んでいたが、2004年9月7日に相方の林伸行が強制わいせつの罪で逮捕。連帯責任として番組を途中降板した。以降、9月は代役に木下明水が登場したがスケジュールの都合上、水・木担当の古坂大魔王も月火に回るなど混乱した。尚、9月23日は物まねタレントのホリが担当した。
- 2004年10月 - 2005年3月：（月・火）小林千穂・（水・木）古坂大魔王
- 2005年4月 - 2007年3月：（月・火）Maki・（水・木）古坂大魔王

## 放送時間の変化
- 2001年7月～2002年3月・16:00 - 16:55
- 2002年4月～2003年9月・16:00 - 17:45
- 2003年10月～2007年3月・16:00 - 18:55

| 旧岐阜エフエム放送 月～木16時～18時枠       | 旧岐阜エフエム放送 月～木16時～18時枠 | 旧岐阜エフエム放送 月～木16時～18時枠                                                              |
| 前番組                                      | 番組名                                | 次番組                                                                                             |
| ------------------------------------------- | ------------------------------------- | -------------------------------------------------------------------------------------------------- |
| POWER ONLINE WAO （時間を短縮して放送開始） | Paradise Garage                       | 16：00～16：55 SUNSET JAM ※以降JFN制作枠 （07年4月～）17：00～18：55 EVENING TRIPPER （07年4月～） |